# Itapemirim (kommun)
Itapemirim är en kommun i Brasilien.   Den ligger i delstaten Espírito Santo, i den sydöstra delen av landet, 900 km sydost om huvudstaden Brasília. Antalet invånare är 30 988.
Följande samhällen finns i Itapemirim:
- Itapemirim

Omgivningarna runt Itapemirim är en mosaik av jordbruksmark och naturlig växtlighet. Runt Itapemirim är det ganska tätbefolkat, med 134 invånare per kvadratkilometer.